# Nosopsyllus geneatus
Nosopsyllus geneatus är en loppart som beskrevs av Hamilton Paul Traub 1963. Nosopsyllus geneatus ingår i släktet Nosopsyllus och familjen fågelloppor. Inga underarter finns listade i Catalogue of Life.